# Evans Rapieque
Evans José Rapieque (* 5. März 2002 in Berlin) ist ein deutscher Basketballspieler.

## Laufbahn
Rapieque durchlief ab dem achten Lebensjahr die Nachwuchsabteilung von Alba Berlin. Mit der U16-Mannschaft der Berliner gewann er 2017 und 2018 die deutsche Meisterschaft. Rapieque wurde in der Saison 2017/18 als bester Verteidiger der Jugend-Basketball-Bundesliga sowie als bester Spieler des Endturniers um die deutsche U16-Meisterschaft ausgezeichnet.
Er wurde in der zweiten Herrenmannschaft von Alba Berlin in der Regionalliga eingesetzt, ab 2019 auch dank eines Zweitspielrechts beim Drittligisten SSV Lokomotive Bernau. 2021 bestand er am Schul- und Leistungssportszentrum Berlin seine Abiturprüfungen und wechselte im Sommer 2021 gemeinsam mit seinem Mannschaftskameraden Hendrik Warner aus Berlin zum Bundesligisten Mitteldeutscher BC, der die beiden Spieler ebenfalls mit Zweitspielrechten für den Drittligisten Bitterfeld-Sandersdorf-Wolfen ausstattete. In der Basketball-Bundesliga gewährte ihm MBC-Trainer Igor Jovović Mitte Oktober 2021 einen ersten Einsatz.
In der Sommerpause 2023 vollzog Rapieque den Wechsel zum Zweitligisten Gladiators Trier. In der Saison 2024/25 gewann er mit den Moselanern den Meistertitel in der 2. Bundesliga ProA.

### Nationalmannschaft
Rapieque war ab der Altersklasse U15 deutscher Nationalspieler. Im Sommer 2018 und im Sommer 2019 nahm er mit der deutschen U18-Auswahl an Europameisterschaften dieser Altersklasse teil. Im Sommer 2021 bestritt er Länderspiele für die U20-Nationalmannschaft und nahm im Sommer 2022 in derselben Altersklasse an der Europameisterschaft teil. 2024 wurde er in die deutsche A2-Nationalmannschaft berufen.

## Persönliches
Rapieque ist der Sohn einer aus der Mongolei stammenden Mutter und eines aus Mosambik stammenden Vaters.
Sein Bruder Elias Rapieque gab im Mai 2022 seinen Bundesliga-Einstand.